# Natal'ja Šapošnikova
Natal'ja Vital'evna Šapošnikova, coniugata Sut (in russo Наталья Витальевна Шапошникова-Сут?; Rostov sul Don, 24 giugno 1961), è un'ex ginnasta sovietica.
Allenata da Vladislav Rastorotsky, stesso allenatore di Ludmila Turiševa e Natal'ja Jurčenko, si specializza nel volteggio riuscendo tuttavia a ottenere medaglie anche in altre specialità.
Insieme al marito è allenatrice di ginnastica nel New Jersey.